# Röd passionsblomma
Röd passionsblomma (Passiflora racemosa) är en art i passionsblomssläktet inom familjen passionsblommeväxter från östra Brasilien. Arten beskrevs 1817 av Félix de Avelar Brotero. Röd passionsblomma odlas som krukväxt.

## Utseende
Arten är en storväxt lian. Bladen är städsegröna, kala, hela till treflikiga och cirka 10 cm långa. Blommorna är cirka 10 cm i diameter, röda med vit bikrona och sitter upp till 30 styckentillsammans i en klase. Frukterna är gulgröna, uppemot 7,5 cm långa.

## Odling
Röd passionsblomma anses något mer svårodlad än många andra arter. Den kräver mycket ljus och värme för att bilda knoppar. Jorden bör vara väldränerad och näringsrik och får inte torka ut. Den kan förökas med halvt förvedade sticklingar eller frön.

## Hybrider
- P. × loudonii (P. kermesina × P. racemosa)
  - 'Bijou'
  - 'Madame Bruckhaus'
  - 'Professor Eichler'
- P. × violacea (P. racemosa × P. caerulea)
  - 'Atropurpurea'

## Synonymer
- Passiflora princeps Lodd.
- Passiflora racemosa var. princeps (Lodd.) Loudon

### Webbkällor
- Passiflora Online
- Wikimedia Commons har media som rör Röd passionsblomma.